# Klaus Handler

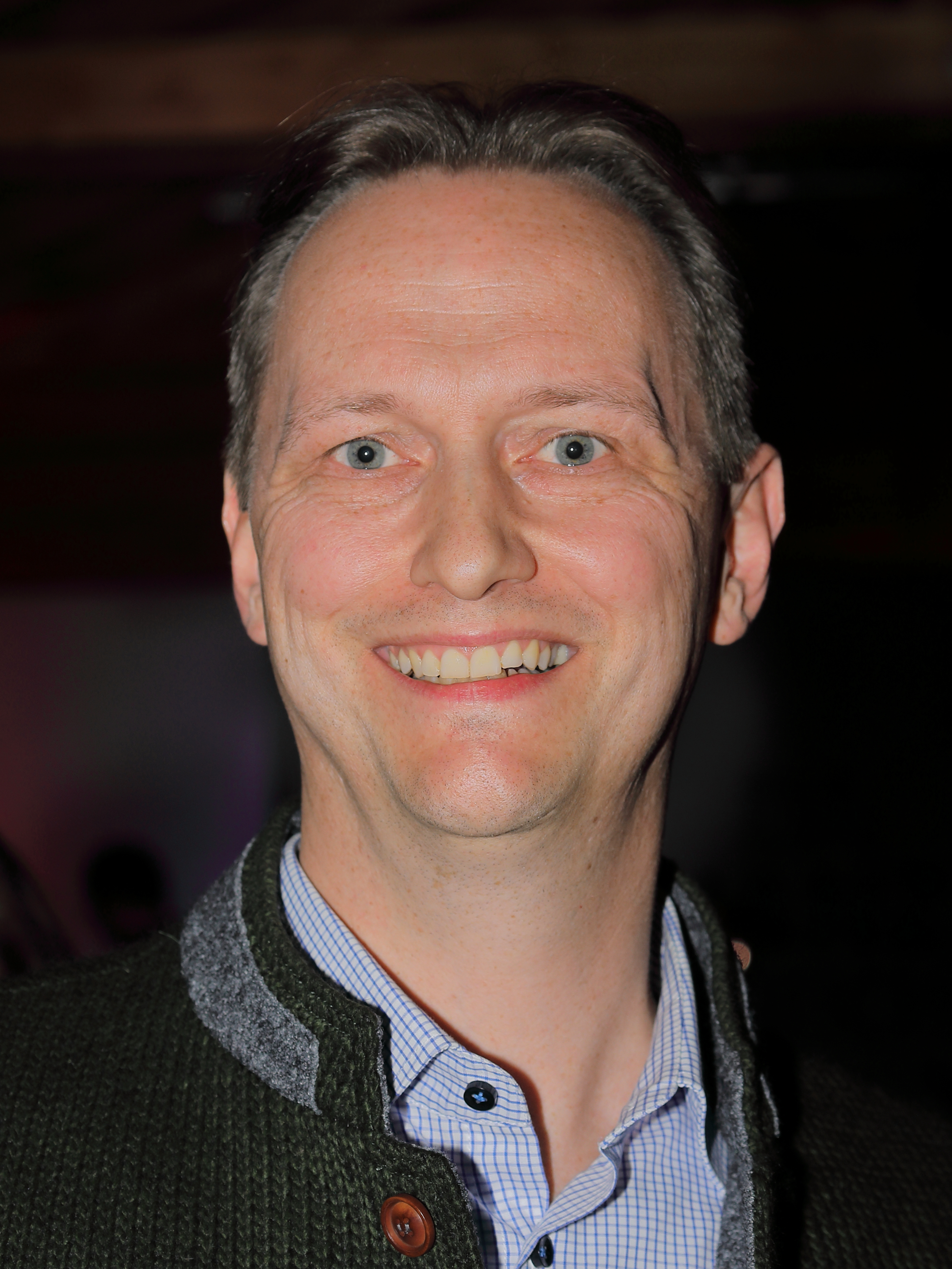
Klaus Handler (2020)

Klaus Handler (* 1. Jänner 1979 in Mödling, Niederösterreich,) ist ein österreichischer Politiker (HC, ehemals FPÖ). Er war zwischen 2015 und 2020 Abgeordneter zum Wiener Landtag und Mitglied des Wiener Gemeinderates.

## Leben

### Ausbildung und Beruf
Klaus Handler besuchte nach Volks- und Hauptschule in Wiesmath den ersten Jahrgang der Höheren Technischen Bundeslehr- und Versuchsanstalt Wiener Neustadt. 1994 begann er eine Ausbildung zum Fernmeldebaumonteur bei der Telekom Austria, die er 1997 abschloss. 1998 legte er die Prüfung zum Nachrichtenelektroniker und 1999 die Prüfung zum Kommunikationstechniker ab. 2004 erfolgte die Befähigungsprüfung Gastgewerbe und 2008 die Befähigungsprüfung Arbeitskräfteüberlasser.
Von 1997 bis 2004 war er bei der Mobilkom Austria, tele.ring und Hutchison 3G Austria angestellt. Von 2002 bis 2014 war er Gesellschafter der Byting Handler OEG und von 2009 bis 2014 Geschäftsführer und Gesellschafter der daisco GmbH. Seit 2014 ist er Geschäftsführer und Gesellschafter der byting GmbH.

### Politik
Handler gehörte von 2010 bis 2015 als FPÖ-Bezirksrat der Bezirksvertretung in Wien-Simmering an, wo er bis Dezember 2019 auch Mitglied der Bezirksleitung war. Seit 2010 ist er in der Wirtschaftskammer Wien Ausschussmitglied der Fachgruppe der gewerblichen Dienstleister, außerdem ist er Mitglied der Spartenkonferenz Gewerbe und Handwerk sowie Ausschussmitglied der Berufsgruppe Arbeitskräfteüberlasser. Von März 2017 bis Dezember 2019 war er Vizepräsident der Freiheitlichen Wirtschaft FPÖ pro Mittelstand Wien.
Am 24. November 2015 wurde er am Beginn der 20. Wahlperiode als Abgeordneter zum Wiener Landtag und Mitglied des Wiener Gemeinderates angelobt. Bis Dezember 2019 gehörte er der Freiheitlichen Partei Österreichs (FPÖ) an und war Mitglied der Bundesparteileitung sowie der Landesparteileitung der FPÖ Wien.
Im Dezember 2019 trat er gemeinsam mit Karl Baron und Dietrich Kops aus der Wiener Partei und dem Rathausklub aus. Mit Die Allianz für Österreich (DAÖ) gründeten sie einen eigenen Klub. Klaus Handler übernahm dort die Position des Finanzreferenten. Im Mai 2020 wurde die Partei in Team HC Strache – Allianz für Österreich umbenannt. Bei der Landtags- und Gemeinderatswahl in Wien 2020 kandidierte Handler auf dem fünften Listenplatz, jedoch scheiterte die Partei an der Fünf-Prozent-Hürde. Handler schied in der Folge aus dem Gemeinderat aus, nahm jedoch ein Mandat als Bezirksrat in Simmering an.